# Sertindol
Sertindol, sertyndol – organiczny związek chemiczny, stosowany jako lek przeciwpsychotyczny nowej generacji, wprowadzony do lecznictwa przez firmę farmaceutyczną H. Lundbeck w 1996 roku pod nazwą Serdolect. Pierwszym krajem, który zarejestrował preparat, była Wielka Brytania, jednak po ponad roku sertindol został wycofany z lecznictwa z powodu zdarzających się u niektórych pacjentów niebezpiecznych powikłań kardiologicznych. Ponownie został wprowadzony na rynek w 2006 roku, jednak z zastrzeżeniem stosowania jako lek drugiego rzutu, w razie nieskuteczności innych neuroleptyków. W Polsce jest dostępny od marca 2007 roku.
Posiada wysokie powinowactwo do receptorów D2, 5-HT2C i α1. Jest stosowany w leczeniu objawów schizofrenii. Głównym ograniczeniem terapii sertindolem jest wysokie ryzyko wydłużenia odstępu QT.

## Mechanizm działania
Sertindol działa jako selektywny antagonista receptorów dopaminergicznych D2 w układzie mezolimbicznym, w brzusznym obszarze nakrywki, co przypuszczalnie warunkuje jego efekt przeciwpsychotyczny. Równocześnie jest antagonistą receptorów 5-HT2 i α1-adrenergicznych. Ma niskie powinowactwo do receptorów histaminowych i muskarynowych.

## Dawkowanie
Leczenie rozpoczyna się od dawki 4 mg u wszystkich pacjentów. Dawka zwiększana jest o 4 mg co 4 lub 5 dni, do uzyskania dawki skutecznej, wynoszącej 15–20 mg.

## Działania niepożądane
Najczęstsze działania niepożądane sertindolu to:
- nieżyt nosa
- zaburzenia ejakulacji
- zawroty głowy
- suchość w ustach
- hipotensja ortostatyczna
- przyrost wagi
- obrzęki
- duszność
- parestezje
- wydłużenie odstępu QT.

## Preparaty
- Serdolect
- Serlect